# Lidia Zamkow
Lidia Zamkow (n. 15 iulie 1918, Rostov-pe-Don, RSFS Rusă – d. 19 iunie 1982, Varșovia, Polonia) a fost o actriță de teatru, film și televiziune, profesoară și regizoare de teatru poloneză.

## Biografie
Lidia Zamkow s-a născut la 19 iunie sau 15 iulie (sursele variază) 1918 în Rostov-pe-Don. Inițial a studiat medicina. Până în 1939 a studiat la Institutul Național de Artă Teatrală din Varșovia, iar după cel de-al Doilea Război Mondial la Academia de Stat de Teatru din Łódź (acum Academia de Teatru de Stat Aleksander Zelwerowicz).
În 1944, a debutat ca actriță în rolul Isia din Nunta lui Stanisław Wyspiański la teatrul armatei poloneze din Lublin. În 1948, la Łódź, a regizat primul ei spectacol, O Greșeală (Omyłka) de Bolesław Prus. În anii 1950–1952, 1957–1958 și 1964–1972, a fost actriță și regizoare a Teatrului Juliusz Słowacki din Cracovia. În anii 1953–1954, Zamkow a fost regizoare artistică a Teatr Wybrzeże din Gdańsk. Apoi a fost actriță și regizoare a Teatrului Armatei Poloneze (acum Teatr Dramatyczny) din Varșovia (1954–1957) și al Teatrului Vechi din Cracovia, unde a regizat sub pseudonimul Słomczyńska (1958–1964). În anii 1972–1974, a fost regizoare a Teatr Studio din Varșovia. În anii următori, Zamkow a colaborat cu multe teatre din Polonia și a regizat spectacole pentru Teatr TV. În anii 1950–1953 a fost lector al Academiei de Stat de Teatru Stanisław Wyspiański din Łódź.
Zamkow a decedat la 19 iunie 1982 la Varșovia.

## Lucrări notabile
| An   | Piesa                     | Autor                | Teatru                             | Ca               | Rol                 | Note                        |
| ---- | ------------------------- | -------------------- | ---------------------------------- | ---------------- | ------------------- | --------------------------- |
| 1944 | Nunta                     | Stanisław Wyspiański | Teatrul Armatei Poloneze, Lublin   | Actor            | Isia                | Debut actoricesc            |
| 1948 | Omyłka                    | Bolesław Prus        | Teatrul Powszechny, Łódź           | Regizor          | —                   | Debut regizoral             |
| 1953 | Barbarii                  | Maxim Gorki          | Teatr Wybrzeże, Gdańsk             | Regizor          | —                   |                             |
| 1958 | Vizita                    | Friedrich Dürrenmatt | Teatrul Juliusz Słowacki, Cracovia | Regizor și actor | Claire Zachanassian |                             |
| 1960 | Azilul de noapte          | Maxim Gorki          | Teatrul Vechi, Cracovia            | Regizor          | —                   | Sub pseudonimul Słomczyńska |
| 1962 | Mama Courage și copii ei  | Bertolt Brecht       | Teatrul Vechi, Cracovia            | Regizor și actor | Mama Curaj          | Sub pseudonimul Słomczyńska |
| 1963 | Caligula                  | Albert Camus         | Teatrul Vechi, Cracovia            | Regizor și actor | Caesonia            | Sub pseudonimul Słomczyńska |
| 1966 | Macbeth                   | William Shakespeare  | Teatrul Juliusz Słowacki, Cracovia | Regizor și actor | Lady Macbeth        |                             |
| 1969 | Nunta                     | Stanisław Wyspiański | Teatrul Juliusz Słowacki, Cracovia | Regizor          | —                   |                             |
| 1972 | Pentru cine bat clopotele | Ernest Hemingway     | Teatr Studio, Varșovia             | Regizor          | —                   |                             |

## Filmografie
- 1948 – Comoara –  asistent regizor
- 1964 – Nieznany⁠(d) – rol
- 1982 – Życie Kamila Kuranta - Babka Kamila